# Співлік
Співлік (інколи копрепарат) або «взаємний пролік» складається з двох синергетичних препаратів, хімічно пов'язаних разом в одну молекулу, щоб покращити властивості доставки одного або обох препаратів.
Ефективний співлік повинен бути фармакологічно неактивним сам по собі, але повинен вивільняти складові ліки після біохімічного розриву хімічного зв'язку в цільовій тканині, де необхідний їхній терапевтичний ефект. Таким чином, хімічний зв'язок (зазвичай ковалентний зв'язок) має піддаватися біологічному розкладанню, такому як гідроліз, за допомогою ферментативного або неферментативного механізму. Диференційований розподіл ферментів, здатних каталізувати розрив хімічного зв'язку в різних тканинах, може бути використаний для досягнення тканиноспецифічного метаболізму співліків для вивільнення складових ліків.
Препарати, що входять до складу лікувального засобу, показані для лікування одного захворювання, але можуть надавати різні терапевтичні ефекти через різні механізми дії.

## Мотивація
Розробляння протипухлинних співліків:
Недоліки, пов'язані зі спільним доставлянням фізично об'єднаних хіміотерапевтичних препаратів/агентів, часто пов'язані з поганою розчинністю, меншою проникністю мембран, поганою біодоступністю, а також поганою селективністю для клітин-мішеней.
Фізично комбіновані ліки завжди борються з менш покращеними фармакокінетичними властивостями. Де вибірковість є основною проблемою в складному середовищі цільової клітини. Кілька супутніх препаратів, про які повідомляється в літературі, для доставляння протипухлинних препаратів з покращеними фармакокінетичними властивостями, можуть надати вченим-фармацевтам ідеї для подальшої розробки ліків для різних захворювань.
Співлік масляної кислоти та ATRA,
співлік ATRA та інгібіторів гістондеацетилази,
5-фторурацил (5-FU) та цитарабін (Ara-C) співлік,
співлік паклітаксел та каптоприл,
співлік 5-фторурацил та діазеніюдіолат

## Поширені співліки
- Альфа-GPC — холін і гліцерофосфат
- Бенорилат — етерифікований парацетамол і ацетилсаліцилова кислота
- Cod-THC — ТГК, пов'язаний з кодеїном карбонатним містком
- Фенетиллін — амфетамін, хімічно пов'язаний з теофіліном
- Лісдексамфетамін — заміщений амфетамін з амідним зв'язком, утвореним конденсацією декстроамфетаміну з карбоксилатною групою незамінної амінокислоти L -лізину[3][сумнівно — обговорити]
- Сульфасалазин — сульфапіридин, хімічно пов'язаний з 5-аміносаліциловою кислотою, з'єднаний азозв'язком. Він входить до списку основних лікарських засобів Всесвітньої організації охорони здоров'я
- Сультаміцилін — етерифікований ампіцилін/сульбактам